# Article 12 de la Constitution belge
L'article 12 de la Constitution de la Belgique fait partie du titre II Des Belges et de leurs droits. Il garantit la liberté individuelle.
Il date du 7 février 1831 et était à l'origine — sous l'ancienne numérotation — l'article 7. Il n'a jamais été révisé.

## Texte de l'article actuel
« La liberté individuelle est garantie.
Nul ne peut être poursuivi que dans les cas prévus par la loi, et dans la forme qu'elle prescrit.
Hors le cas de flagrant délit, nul ne peut être arrêté qu'en vertu de l'ordonnance motivée du juge, qui doit être signifiée au moment de l'arrestation, ou au plus tard dans les quarante-huit-heures. »

## Analyse
Cet article consacre le principe de l'habeas corpus.